# Hermann Darsow († 1456)
Hermann Darsow († 17. Dezember 1456 in Lübeck) war Ratsherr der Hansestadt Lübeck.

## Leben
Hermann Darsow war Sohn des gleichnamigen Lübecker Ratsherrn Hermann Darsow aus dessen zweiter Ehe mit einer Tochter des Nicolaus Molenstrate. Er wurde vor Trinitatis 1429, wie auch seine Vorfahren, Mitglied der patrizischen Lübecker Zirkelgesellschaft. 1451 wurde er als Ratsherr in den Lübecker Rat erwählt.
Hermann Darsow war mit Gertrud, einer Tochter von Hermann von Stiten, verheiratet und bewohnte in Lübeck das Haus in der Königstraße 37. Von seiner Schwester Hildegard Osenbrügge erbte er je eine Hälfte der Lübschen Güter Moisling, Niendorf und Reecke.

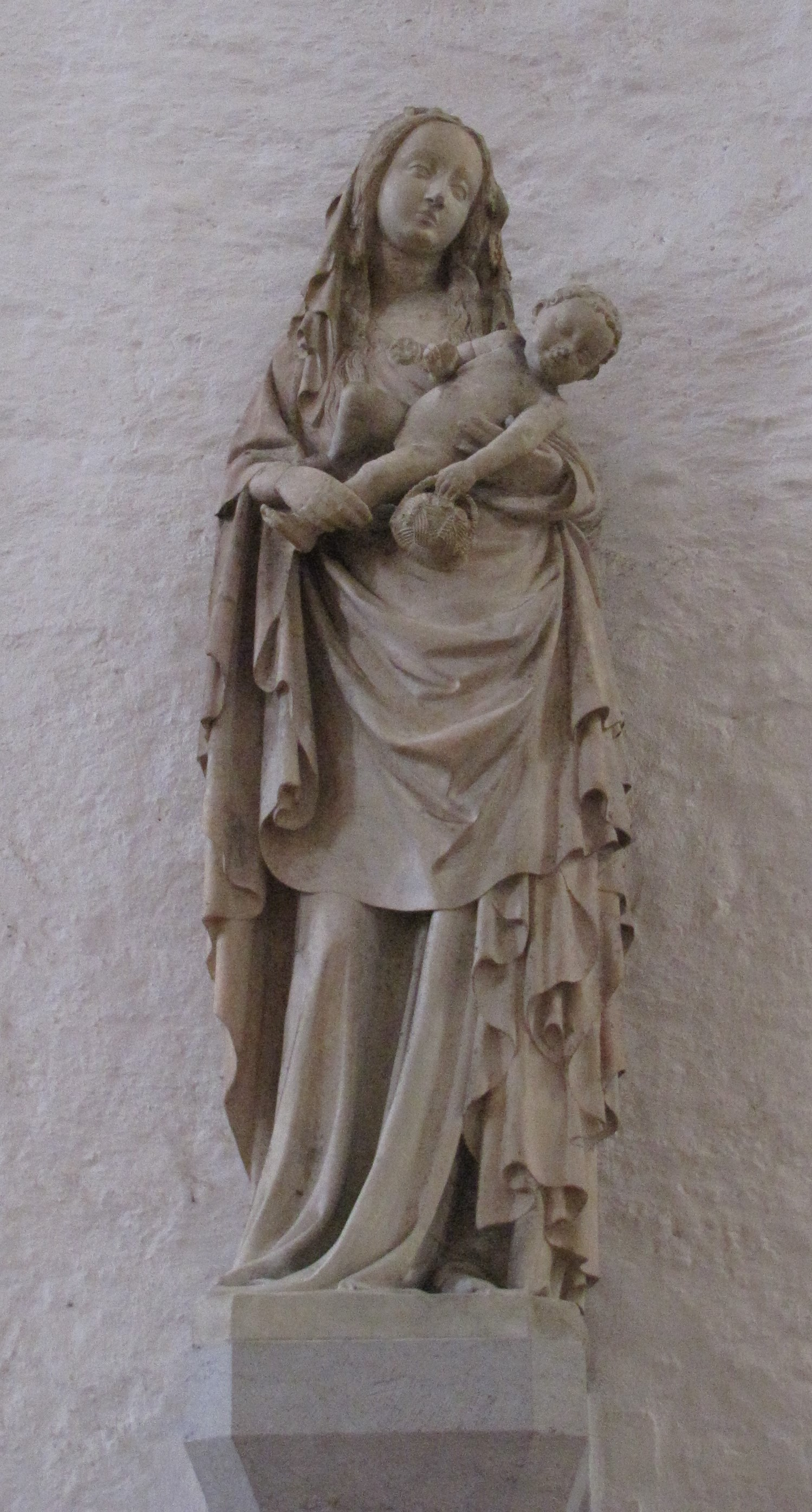
Darsow-Madonna, Aufnahme von 2009

Im Jahr 1419 gehörte er gemeinsam mit seinem Onkel Johann Darsow zu den Mitstiftern des Darsow-Altars in der Lübecker Marienkirche, von dem sich aus dem Mittelteil des Triptychons eine Schöne Madonna im Weichen Stil aus Baumberger Sandstein erhalten hat. Sie war zwar infolge des Luftangriffs am Palmsonntag 1942 beim Brand der Marienkirche in tausende Einzelstücke zersprungen, wurde jedoch durch Restauratoren wieder zusammengesetzt. Der ursprüngliche Künstler ist nicht bekannt und wird daher in der Kunstgeschichte unter dem Notnamen Meister der Darsow-Madonna geführt.